# Östlig gyllenmes
Östlig gyllenmes (Machlolophus spilonotus) är en asiatisk fågel i familjen mesar inom ordningen tättingar.

## Utseende
Östlig gyllenmes är en rätt stor (14 cm) mes i gult, grönt och svart. Huvud och undersida är gula med svart tofs och ögonstreck samt streck mitt på buken á la talgoxe. Manteln är grön och vingpennorna vitkantat svarta med tydliga vingband. Den liknar de båda andra gyllenmesarna (himalayagyllenmes och indisk gyllenmes) men har gul panna och tygel, svart streckning på manteln, grå övergump istället för olivfärgad samt vita, inte gula, vingband.

## Utbredning och systematik
Östlig gyllenmes delas in i fyra underarter med följande utbredning:
- M. s. spilonotus – förekommer från östra Himalaya och angränsande nordöstra Myanmar till södra Tibet och sydvästra Kina
- M. s. subviridis – förekommer från nordöstra Indien till Myanmar, norra Thailand och nordvästra Laos
- M. s. rex – förekommer från södra Kina till nordvästra Vietnam och nordöstra Laos
- M. s. basileus – förekommer i södra Laos (Bolavens platå) och södra Vietnam (södra Annam)

### Släktestillhörighet
Tidigare placerades den i Parus men förs numera efter genetiska studier till Machlolophus tillsammans med himalayagyllenmes, indisk gyllenmes, gulmes och vitnackad mes.

## Levnadssätt
Östlig gyllenmes förekommer i öppen tempererad eller subtropisk löv- eller blandskog, mellan 350 och 3100 meters höjd. Födan är dåligt känd, men tros inkludera små ryggradslösa djur och larver, bland annat spindlar, men även blomknoppar och frukt. Häckningen sker från slutet av februari till mitten av augusti.

## Status och hot
Arten har ett stort utbredningsområde, men tros minska i antal, dock inte tillräckligt kraftigt för att den ska betraktas som hotad. Internationella naturvårdsunionen IUCN listar arten som livskraftig (LC). Världspopulationen har inte uppskattats men den beskrivs som vanlig i Kina men sparsam och lokalt förekommande i östra Himalaya.